# Stockstadt am Rhein
Stockstadt am Rhein ist eine Gemeinde im südhessischen Kreis Groß-Gerau.

## Geografie

### Lage

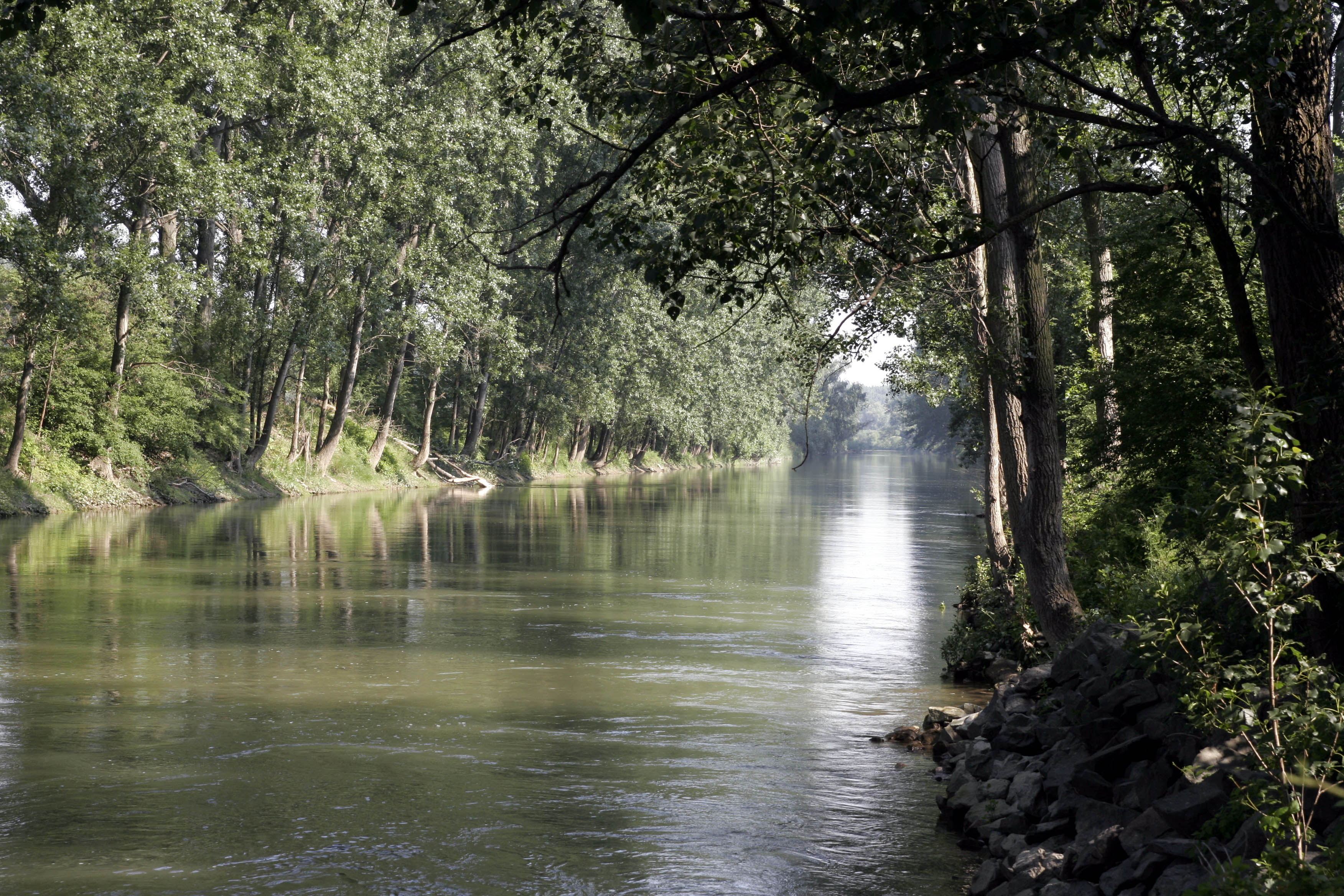
Der Altrhein bei Stockstadt

Stockstadt liegt in der Oberrheinischen Tiefebene an der Schleife des Stockstadt-Erfelder Altrheins, dem Europareservat Kühkopf-Knoblochsaue gegenüber, in Höhe der Mündung der Modau in den Rhein, am südlichen Rand des Rhein-Main-Gebiets.

### Nachbargemeinden
Stockstadt grenzt im Norden und Osten an Erfelden und Goddelau (beides Stadtteile von Riedstadt), im Süden an die Gemeinde Biebesheim, sowie im Westen an die Gemeinden Gimbsheim (Landkreis Alzey-Worms) und Guntersblum (Landkreis Mainz-Bingen).

### Gemeindegliederung
Die Gemarkung Stockstadt umfasst seit 1945 auf der Kühkopf-Insel auch die Gehöftgruppe Guntershausen, die am Altrhein gegenüber von Stockstadt liegt und von der linksrheinischen Gemeinden Guntersblum und Gimbsheim abgetrennt wurde. Die Gemeinde Stockstadt besteht aus einer einzigen Ortschaft und Gemarkung.

## Geschichte

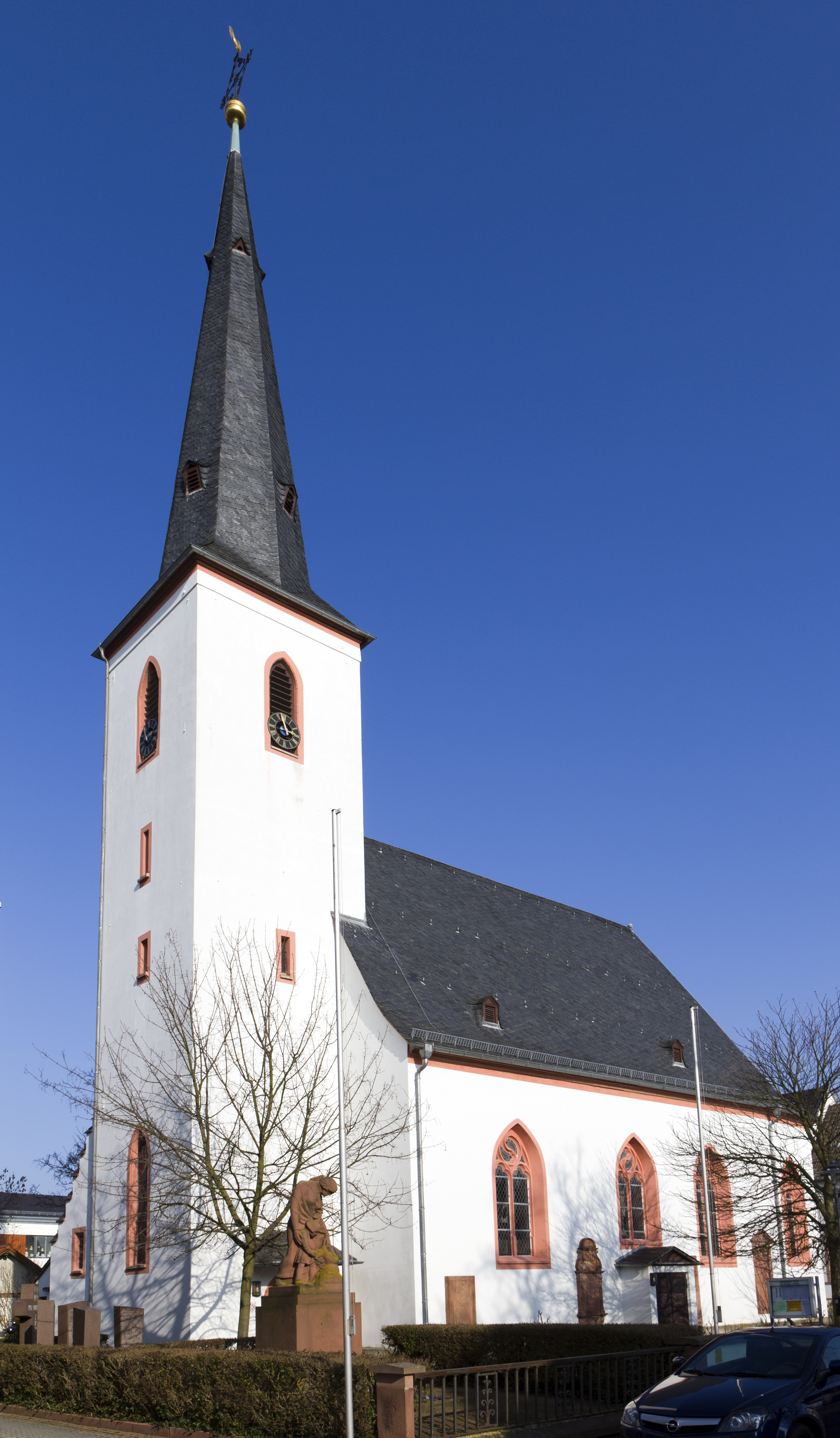
Evangelische Kirche

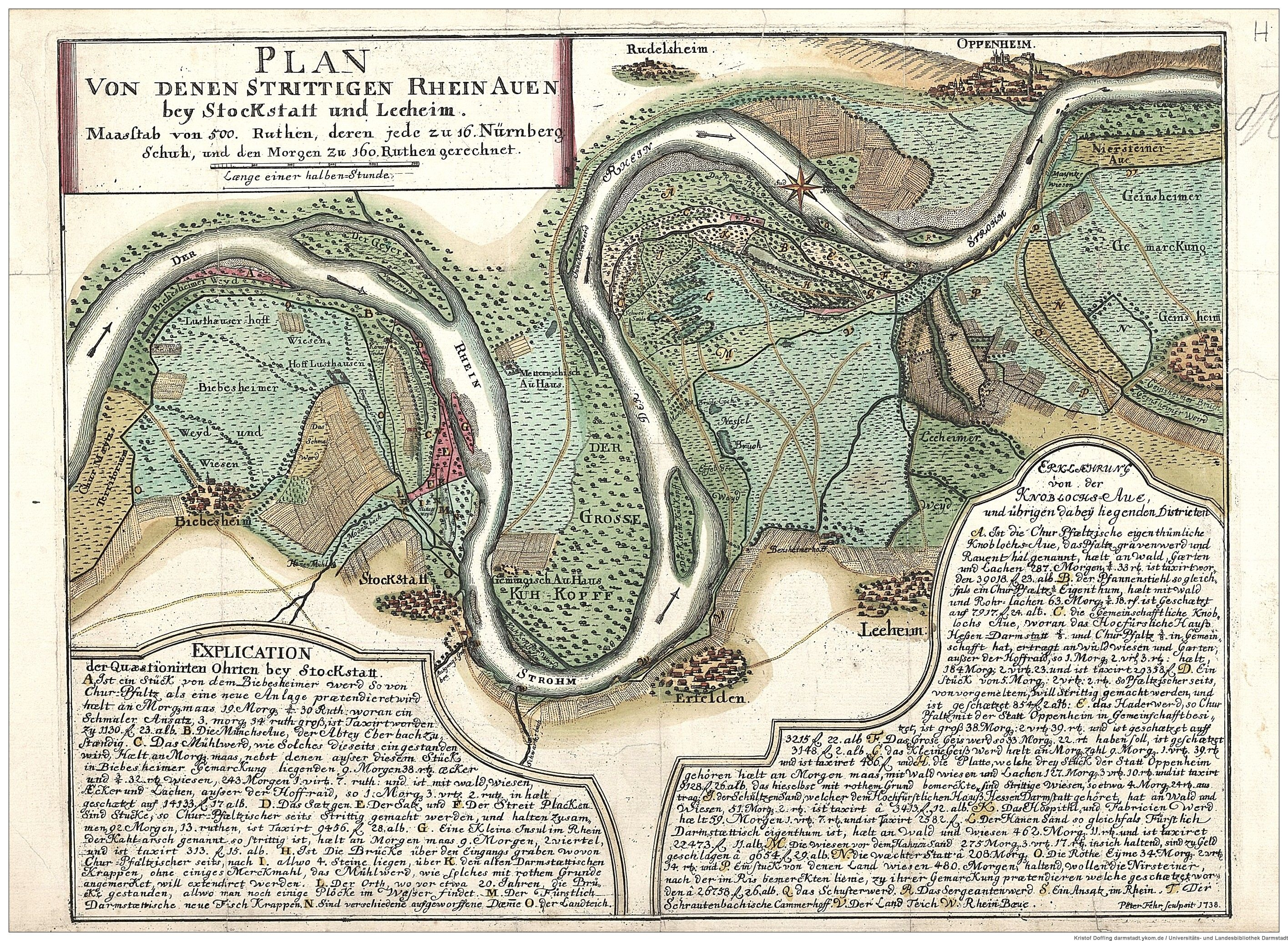
Stockstadt auf einer Karte aus dem Jahr 1738

### Mittelalter
Die älteste erhaltene Erwähnung von Stockstadt findet sich im Lorscher Codex. Sie wird auf die Zeit von 830–850 datiert. Stockstadt erscheint dort mit dem Ortsnamen Stochestat. In folgenden Jahrhunderten finden sich unter anderem die Schreibungen Stockestadt (1338), Stocstad (1397), Stogstad (1403), Storstatt (1472) und Stockstatt (1579).
Das Kirchenpatronat lag beim Stift St. Alban vor Mainz, erstmals bezeugt 1184 in einer bestätigenden Urkunde des Papstes Lucius III., das es bis zur Reformation 1528 besaß.
Die Grundherrschaft über Stockstadt hatte der Erzbischof von Mainz, der 1279 die Herren von Eppstein mit der Vogtei belehnte. Die hohe Gerichtsbarkeit übten die Grafen von Katzenelnbogen oder deren Lehnsleute, die Herren von Wolfskehlen, aus. In der Verwaltungsstruktur der Grafschaft Katzenelnbogen gehörte Stockstadt zum Amt Dornberg.
1457 heiratete Anna von Katzenelnbogen, Erbtochter Philipps des Älteren, Landgraf Heinrich III. von Hessen. Mit dem Tod Philipps 1479 fiel die Grafschaft Katzenelnbogen – und damit auch Stockstadt – an die Landgrafschaft Hessen.
Als Grundbesitzer sind 1487 das Kloster Eberbach und das Stift St. Alban vor Mainz sowie 1519 das Kloster Lorsch belegt.

### Frühe Neuzeit
1535 führte Landgraf Philipp I. in seinem gesamten Herrschaftsgebiet die Reformation ein. In Stockstadt geschah dies gegen den Widerspruch von Kurmainz, das zu jener Zeit hier noch über die Zehntrechte verfügte. Bei der Teilung der Landgrafschaft Hessen unter den Erben des Landgrafen Philipp I. 1567 gelangte Stockstadt an die Landgrafschaft Hessen-Darmstadt.
Deren erster Regent, Landgraf Georg I., veranlasste, dass die von seinem Kanzler, Johann Kleinschmidt, zusammengestellte Sammlung Landrecht der Obergrafschaft Katzenelnbogen dort rechtsverbindlich wurde. Sie galt in Stockstadt als Partikularrecht, subsidiär ergänzt durch das Gemeine Recht, bis ans Ende des 19. Jahrhunderts. Erst das Bürgerliche Gesetzbuch, das einheitlich im ganzen Deutschen Reich galt, setzte zum 1. Januar 1900 das alte Partikularrecht außer Kraft.
Stockstadt gehörte zu Kurmainz, bis 1579 der hessen-darmstädtische Landgraf Georg I. seine Rechte in Astheim und Dudenhofen gegen Stockstadt und Wolfskehlen tauschte.
In dieser Zeit entwickelte sich Stockstadt durch seine günstige Lage am Rhein zu einem bedeutenden Hafen, die Rheinfischerei zu einem wichtigen Wirtschaftszweig, der durch einen in Stockstadt amtierenden „Bachknecht“ überwacht wurde. Der Dreißigjährige Krieg brachte auch über Stockstadt große Not: Von 69 Wohnhäusern waren am Ende des Krieges 1648 nur noch 19 vorhanden.
Während des Pfälzischen Erbfolgekriegs brannten französische Truppen 1689 den Ort nieder, wobei 34 Wohnhäuser und mehr als 100 Nebengebäude eingeäschert wurden. Erst nach Jahrzehnten hatte Stockstadt diese Schäden überwunden.
1744, im Österreichischen Erbfolgekrieg, befand sich hier zeitweise das Hauptquartier des kaiserlichen Generals Johann Leopold Bärenklau zu Schönreith. Bei ihm hielt sich zudem der Husarengeneral Johann Daniel von Menzel auf, der am 25. Juni 1744 auf der Rheininsel beim Kühkopf tödlich verwundet wurde. Zu Gast im Stockstadter Hauptquartier waren u. a. auch Herzog Karl Alexander von Lothringen und Landgraf Ludwig VIII. von Hessen-Darmstadt.
1794 werden als Grundbesitzer in Stockstadt die Kurpfalz, das Stift St. Alban sowie das Kloster Eberbach, nebst kirchlichem Besitz genannt.

### Neuzeit
Der Rheindurchstich „Am Geyer“ trennte Stockstadt 1828/29 vom Hauptstrom des Rheins. Dadurch verlor Stockstadt einen Großteil seiner Wirtschaftskraft, so dass viele Einwohner nach Amerika auswanderten. Bis 1850 verließen etwa 100 der damals rund 800 Einwohner den Ort.
Die Statistisch-topographisch-historische Beschreibung des Großherzogthums Hessen berichtet 1829 über Stockstadt:

„Stockstadt (L. Bez. Dornberg) luth. Pfarrdorf; liegt am Rhein, 2 1⁄2 St. von Dornberg, und hat 114 Häuser und 801 Einw., die außer 7 Kath., 2 Reform und 17 Juden lutherisch sind. Hier finden sich eine Fährte über den Rhein, 2 Ziegelhütten, und 1 Gypsmühle. Der Ort hat Speditions- und Holzhandel und ein großes Lagerhaus, das dermalen zum Depot des Salzes für die Provinz Starkenburg gebraucht wird. – Stockstadt kommt schon 1184 als ein Pfarrdorf vor. Das Dorf gehörte ehemals der Familie von Wolfskehlen, deren Rechte späterhin an Mainz kamen. Diese Rechte, so wie die mainzischen in Wolfskehlen, tauschte Landgraf Georg I. gegen die seinigen in Astheim und Dudenhofen, im Jahr 1579 ein. Das Patronatrecht wurde dem St. Albanskloster in Mainz im Jahr 1184 vom Pabst Lucius bestätigt, und es besaß solches noch im Jahr 1528. Noch nach der Reformation dauerte hier eine sogenannte elende Brüderschaft fort, die ihre Brüdermeister und ihre eigenen Gefälle hatte, nun aber schon längst verloschen ist. Im Jahr 1689 haben die Franzosen das Dorf zum Theil abgebrannt.“

### Gerichte und Verwaltung

#### Amts-System vor 1821
In Mittelalter und Früher Neuzeit waren auf unterster Ebene die Funktionen von Verwaltung und Rechtsprechung im „Amt“ vereinigt, so auch im Amt Dornberg, das bis 1821 bestand und zu dem Stockstadt gehörte.
1806 wurde die Landgrafschaft Hessen-Darmstadt zum Großherzogtum Hessen. Hier lag Stockstadt in der Provinz Starkenburg. Im Zuge der Verwaltungsreform von 1821 wurden die alten Ämter aufgelöst, für die Verwaltungsaufgaben auf der unteren Ebene Landratsbezirke und für die erstinstanzliche Rechtsprechung Landgerichte geschaffen.

#### Verwaltung nach 1821
Für die übergeordnete Verwaltung in Stockstadt war nun der Landratsbezirk Dornberg zuständig. 1832 wurden die Verwaltungseinheiten im Großherzogtum weiter vergrößert und Kreise geschaffen. Dadurch gelangte Stockstadt in den Kreis Groß-Gerau. Die Provinzen, die Kreise und die Landratsbezirke des Großherzogtums wurden am 31. Juli 1848 abgeschafft und durch Regierungsbezirke ersetzt, was jedoch bereits am 12. Mai 1852 wieder rückgängig gemacht wurde. Dadurch gehörte Stockstadt zwischen 1848 und 1852 zum Regierungsbezirk Darmstadt, bevor wieder der Kreis Groß-Gerau für die übergeordnete Verwaltung zuständig war. Dort verblieb der Ort durch alle weiteren Verwaltungsreformen bis heute.
Als nach dem Zweiten Weltkrieg die Grenze zwischen der französischen (später: Rheinland-Pfalz) und der amerikanischen Besatzungszone (später: Hessen) gezogen wurde, wurde die Fahrrinne des Rheins als Grenzverlauf gewählt. Dadurch konnte die Kühkopf-Insel nicht mehr von den linksrheinischen Gemeinden Guntersblum und Gimbsheim in der französischen Besatzungszone verwaltet werden. In der Folge wurde der Kühkopf zum größten Teil in die Gemarkung Stockstadt eingegliedert.
Im Zuge der Gebietsreform in Hessen in den 1970er-Jahren blieb Stockstadt in unverändertem Gebietsumfang bestehen.

#### Gerichtsreformen
In der Landgrafschaft Hessen-Darmstadt wurde mit Ausführungsverordnung vom 9. Dezember 1803 das Gerichtswesen der beiden oberen Instanzen neu organisiert. Die Ämter blieben die erste Instanz der Rechtsprechung in Zivilsachen. Für das Fürstentum Starkenburg wurde das „Hofgericht Darmstadt“ als Gericht der zweiten Instanz für Zivilsachen eingerichtet. Zuständig war es erstinstanzlich auch für standesherrliche Familienrechtssachen und Strafsachen. Ihm übergeordnet war das Oberappellationsgericht Darmstadt.
Mit der Verwaltungsreform von 1821 wurden im Großherzogtum Hessen auch auf unterster Ebene Gerichte geschaffen, die von der Verwaltung unabhängig waren. Für Stockstadt war zunächst das Landgericht Großgerau örtlich zuständig, ab 1839 das Landgericht Gernsheim. Mit der Reichsjustizreform und Wirkung vom 1. Oktober 1879 wurde es durch das Amtsgericht Gernsheim ersetzt, das 1934 aufgelöst wurde, so dass nun das Amtsgericht Groß-Gerau zuständig wurde.

### Verwaltungsgeschichte im Überblick
Die folgende Liste zeigt die Staaten und Verwaltungseinheiten, denen Stockstadt angehört(e):
- vor 1479: Heiliges Römisches Reich, Grafschaft Katzenelnbogen, Obergrafschaft Katzenelnbogen, Amt Dornberg
- ab 1479: Heiliges Römisches Reich, Landgrafschaft Hessen (durch Erbfall), Obergrafschaft Katzenelnbogen, Amt Dornberg
- ab 1567: Heiliges Römisches Reich, Landgrafschaft Hessen-Darmstadt, Obergrafschaft Katzenelnbogen, Amt Dornberg (Zentgericht bis 1579 bei Kurmainz)
- ab 1803: Heiliges Römisches Reich, Landgrafschaft Hessen-Darmstadt, Fürstentum Starkenburg, Amt Dornberg
- ab 1806:Großherzogtum Hessen,[Anm. 2] Fürstentum Starkenburg, Amt Dornberg[12]
- ab 1815: Großherzogtum Hessen[Anm. 3], Provinz Starkenburg, Amt Dornberg
- ab 1821: Großherzogtum Hessen, Provinz Starkenburg, Landratsbezirk Dornberg[Anm. 4]
- ab 1832: Großherzogtum Hessen, Provinz Starkenburg, Kreis Groß-Gerau
- ab 1848: Großherzogtum Hessen, Regierungsbezirk Darmstadt
- ab 1852: Großherzogtum Hessen, Provinz Starkenburg, Kreis Groß-Gerau
- ab 1866: Großherzogtum Hessen, Provinz Starkenburg, Kreis Groß-Gerau
- ab 1871: Deutsches Reich,[Anm. 5] Großherzogtum Hessen, Provinz Starkenburg, Kreis Groß-Gerau
- ab 1918: Deutsches Reich, Volksstaat Hessen,[Anm. 6] Provinz Starkenburg, Kreis Groß-Gerau
- ab 1938: Deutsches Reich, Volksstaat Hessen, Landkreis Groß-Gerau[13][Anm. 7]
- ab 1945: Amerikanische Besatzungszone,[Anm. 8] Groß-Hessen, Regierungsbezirk Darmstadt, Landkreis Groß-Gerau
- ab 1946: Amerikanische Besatzungszone, Land Hessen, Regierungsbezirk Darmstadt, Landkreis Groß-Gerau
- ab 1949: Bundesrepublik Deutschland, Land Hessen, Regierungsbezirk Darmstadt, Landkreis Groß-Gerau

## Bevölkerung

### Einwohnerstruktur 2011
Nach den Erhebungen des Zensus 2011 lebten am Stichtag, dem 9. Mai 2011, in Stockstadt 5794 Einwohner. Darunter waren 604 (10,4 %) Ausländer, von denen 268 aus dem EU-Ausland, 274 aus anderen europäischen Ländern und 62 aus anderen Staaten kamen. Die Einwohner lebten in 2332 Haushalten. Davon waren 624 Singlehaushalte, 729 Paare ohne Kinder und 752 Paare mit Kindern, sowie 182 Alleinerziehende und 45 Wohngemeinschaften.

### Einwohnerentwicklung
| • 1629: | 0067 Hausgesesse           |
| • 1791: | 0605 Einwohner             |
| • 1794: | 0041 Gemeindsmänner        |
| • 1800: | 0493 Einwohner             |
| • 1806: | 0603 Einwohner, 91 Häuser  |
| • 1829: | 0801 Einwohner, 114 Häuser |
| • 1867: | 1066 Einwohner, 186 Häuser |

| Stockstadt am Rhein: Einwohnerzahlen von 1791 bis 2015 | Stockstadt am Rhein: Einwohnerzahlen von 1791 bis 2015 | Stockstadt am Rhein: Einwohnerzahlen von 1791 bis 2015 | Stockstadt am Rhein: Einwohnerzahlen von 1791 bis 2015 | Stockstadt am Rhein: Einwohnerzahlen von 1791 bis 2015 |
| --- | ------------------------------------------------------ | ------------------------------------------------------ | ------------------------------------------------------ | ------------------------------------------------------ |
| Jahr |                                                        |                                                        |                                                        | Einwohner                                              |
| 1791 | 1791                                                   |                                                        | 605                                                    | 605                                                    |
| 1800 | 1800                                                   |                                                        | 493                                                    | 493                                                    |
| 1806 | 1806                                                   |                                                        | 603                                                    | 603                                                    |
| 1829 | 1829                                                   |                                                        | 801                                                    | 801                                                    |
| 1834 | 1834                                                   |                                                        | 868                                                    | 868                                                    |
| 1840 | 1840                                                   |                                                        | 954                                                    | 954                                                    |
| 1846 | 1846                                                   |                                                        | 1.043                                                  | 1.043                                                  |
| 1852 | 1852                                                   |                                                        | 1.109                                                  | 1.109                                                  |
| 1858 | 1858                                                   |                                                        | 1.110                                                  | 1.110                                                  |
| 1864 | 1864                                                   |                                                        | 1.096                                                  | 1.096                                                  |
| 1871 | 1871                                                   |                                                        | 1.052                                                  | 1.052                                                  |
| 1875 | 1875                                                   |                                                        | 1.096                                                  | 1.096                                                  |
| 1885 | 1885                                                   |                                                        | 1.162                                                  | 1.162                                                  |
| 1895 | 1895                                                   |                                                        | 1.322                                                  | 1.322                                                  |
| 1905 | 1905                                                   |                                                        | 1.520                                                  | 1.520                                                  |
| 1910 | 1910                                                   |                                                        | 1.631                                                  | 1.631                                                  |
| 1925 | 1925                                                   |                                                        | 1.787                                                  | 1.787                                                  |
| 1939 | 1939                                                   |                                                        | 2.129                                                  | 2.129                                                  |
| 1946 | 1946                                                   |                                                        | 2.943                                                  | 2.943                                                  |
| 1950 | 1950                                                   |                                                        | 3.158                                                  | 3.158                                                  |
| 1956 | 1956                                                   |                                                        | 3.321                                                  | 3.321                                                  |
| 1961 | 1961                                                   |                                                        | 3.546                                                  | 3.546                                                  |
| 1967 | 1967                                                   |                                                        | 3.846                                                  | 3.846                                                  |
| 1970 | 1970                                                   |                                                        | 3.995                                                  | 3.995                                                  |
| 1972 | 1972                                                   |                                                        | 4.205                                                  | 4.205                                                  |
| 1976 | 1976                                                   |                                                        | 4.302                                                  | 4.302                                                  |
| 1984 | 1984                                                   |                                                        | 4.938                                                  | 4.938                                                  |
| 1992 | 1992                                                   |                                                        | 5.414                                                  | 5.414                                                  |
| 2000 | 2000                                                   |                                                        | 5.700                                                  | 5.700                                                  |
| 2005 | 2005                                                   |                                                        | 5.779                                                  | 5.779                                                  |
| 2010 | 2010                                                   |                                                        | 5.676                                                  | 5.676                                                  |
| 2011 | 2011                                                   |                                                        | 5.794                                                  | 5.794                                                  |
| 2015 | 2015                                                   |                                                        | 5.807                                                  | 5.807                                                  |
| Datenquelle: Historisches Gemeindeverzeichnis für Hessen: Die Bevölkerung der Gemeinden 1834 bis 1967. Wiesbaden: Hessisches Statistisches Landesamt, 1968. Weitere Quellen: ; 1972:; 1976:; 1984:; 1992:; 2000:; 2005:; 2010:; Zensus 2011; 2015: |                                                        |                                                        |                                                        |                                                        |

### Historische Religionszugehörigkeit
| • 1829: | 775 lutherische (= 96,75 %), 2 reformierte (= 0,25 %), 17 jüdische (= 2,12 %) und 7 katholische (= 0,87 %) Einwohner |
| • 1961: | 2720 evangelische (= 76,71 %), 727 katholische (= 20,50 %) Einwohner                                                 |
| • 2011: | 2557 evangelische (= 44,1 %), 1115 katholische (= 19,2 %), 2121 sonstige (= 36,6 %) Einwohner                        |

### Erwerbstätigkeit
Die Gemeinde im Vergleich mit Landkreis, Regierungsbezirk Darmstadt und Hessen:
|                                                   | Jahr | Gemeinde | Landkreis | Regierungsbezirk | Hessen    |
| ------------------------------------------------- | ---- | -------- | --------- | ---------------- | --------- |
| Sozialversicherungspflichtig Beschäftigte         | 2017 | 1.135    | 98.042    | 1.695.567        | 2.524.156 |
| Veränderung zu                                    | 2000 | +9,0 %   | +5,4 %    | +16,1 %          | +16,0 %   |
| davon Vollzeit                                    | 2017 | 62,7 %   | 75,9 %    | 72,8 %           | 71,8 %    |
| davon Teilzeit                                    | 2017 | 37,3 %   | 24,1 %    | 27,2 %           | 28,2 %    |
| Ausschließlich geringfügig entlohnte Beschäftigte | 2017 | 262      | 13.048    | 224.267          | 372.991   |
| Veränderung zu                                    | 2000 | −3,7 %   | −9,6 %    | +9,0 %           | +8,8 %    |

| Branche                         | Jahr | Gemeinde | Landkreis | Regierungsbezirk | Hessen |
| ------------------------------- | ---- | -------- | --------- | ---------------- | ------ |
| Produzierendes Gewerbe          | 2000 | 34,0 %   | 43,8 %    | 27,0 %           | 30,6 % |
|                                 | 2017 | *) %     | 33,2 %    | 20,4 %           | 24,3 % |
| Handel, Gastgewerbe und Verkehr | 2000 | 47,4 %   | 27,6 %    | 26,4 %           | 25,1 % |
|                                 | 2017 | 32,8 %   | 27,9 %    | 32,8 %           | 23,8 % |
| Unternehmensdienstleistungen    | 2000 | 3,2 %    | 14,0 %    | 25,1 %           | 20,2 % |
|                                 | 2017 | 20,2 %   | 19,9 %    | 31,6 %           | 26,1 % |
| Sonstige Dienstleistungen       | 2000 | 14,0 %   | 13,7 %    | 20,1 %           | 22,5 % |
|                                 | 2017 | 25,7 %   | 18,6 %    | 23,0 %           | 25,4 % |
| Sonstiges (bzw. ohne Zuordnung) | 2000 | 1,4 %    | 1,0 %     | 1,4 %            | 1,5 %  |
|                                 | 2017 | 21,3 %   | 0,5 %     | 0,3 %            | 0,4 %  |

*) anonymisiert

## Politik

### Gemeindevertretung
Die Kommunalwahl am 14. März 2021 lieferte folgendes Ergebnis, in Vergleich gesetzt zu früheren Kommunalwahlen:
| Sitzverteilung in der Gemeindevertretung 2021Insgesamt 23 Sitze - SPD: 8 - Grüne: 4 - CDU: 11 | Wahl- jahr | Wahl- beteili- gung | Es entfielen auf die Wahlvorschläge von | Es entfielen auf die Wahlvorschläge von | Es entfielen auf die Wahlvorschläge von | Es entfielen auf die Wahlvorschläge von | Es entfielen auf die Wahlvorschläge von | Es entfielen auf die Wahlvorschläge von | Es entfielen auf die Wahlvorschläge von | Es entfielen auf die Wahlvorschläge von |
| Sitzverteilung in der Gemeindevertretung 2021Insgesamt 23 Sitze - SPD: 8 - Grüne: 4 - CDU: 11 | Wahl- jahr | Wahl- beteili- gung | SPD                                     | SPD                                     | CDU                                     | CDU                                     | Grüne                                   | Grüne                                   | Insgesamt                               | Insgesamt                               |
| Sitzverteilung in der Gemeindevertretung 2021Insgesamt 23 Sitze - SPD: 8 - Grüne: 4 - CDU: 11 | Wahl- jahr | %                   | %                                       | Sitze                                   | %                                       | Sitze                                   | %                                       | Sitze                                   | %                                       | Sitze                                   |
| Sitzverteilung in der Gemeindevertretung 2021Insgesamt 23 Sitze - SPD: 8 - Grüne: 4 - CDU: 11 | 2021       | 43,9                | 35,0                                    | 8                                       | 45,7                                    | 11                                      | 19,3                                    | 4                                       | 100                                     | 23                                      |
| Sitzverteilung in der Gemeindevertretung 2021Insgesamt 23 Sitze - SPD: 8 - Grüne: 4 - CDU: 11 | 2016       | 42,7                | 48,1                                    | 11                                      | 44,9                                    | 10                                      | 7,1                                     | 2                                       | 100                                     | 23                                      |
| Sitzverteilung in der Gemeindevertretung 2021Insgesamt 23 Sitze - SPD: 8 - Grüne: 4 - CDU: 11 | 2011       | 43,5                | 45,4                                    | 11                                      | 36,2                                    | 9                                       | 18,3                                    | 5                                       | 100                                     | 25                                      |
| Sitzverteilung in der Gemeindevertretung 2021Insgesamt 23 Sitze - SPD: 8 - Grüne: 4 - CDU: 11 | 2006       | 44,2                | 45,2                                    | 11                                      | 41,4                                    | 11                                      | 13,4                                    | 3                                       | 100                                     | 25                                      |
| Sitzverteilung in der Gemeindevertretung 2021Insgesamt 23 Sitze - SPD: 8 - Grüne: 4 - CDU: 11 | 2001       | 54,5                | 51,2                                    | 16                                      | 35,7                                    | 11                                      | 13,0                                    | 4                                       | 100                                     | 31                                      |
| 0                                                                                             | 1997       | 68,4                | 58,1                                    | 18                                      | 27,5                                    | 9                                       | 14,4                                    | 4                                       | 100                                     | 31                                      |

### Bürgermeister
Nach der hessischen Kommunalverfassung wird der Bürgermeister für eine sechsjährige Amtszeit gewählt, seit dem Jahr 1993 in einer Direktwahl, und ist Vorsitzender des Gemeindevorstands, dem in der Gemeinde Stockstadt neben dem Bürgermeister ehrenamtlich ein Erster Beigeordneter und vier weitere Beigeordnete angehören. Bürgermeister ist seit dem 4. Januar 2009 Thomas Raschel (CDU). Er setzte sich am 21. September 2008 im ersten Wahlgang gegen Amtsinhaber Klaus Horst (SPD), der sich um eine vierte Amtszeit beworben hatte, bei 46,4 Prozent Wahlbeteiligung mit 56,5 Prozent der Stimmen durch. Es folgten zwei Wiederwahlen, zuletzt im November 2020.
Amtszeiten der Bürgermeister
- 2009–2027 Thomas Raschel (CDU)[35]
- 1991–2009 Klaus Horst (SPD)[38]

### Wappen
Das Wappen wurde 1927 durch das Hessische Ministerium des Innern genehmigt.
| Wappen von Stockstadt am Rhein | Blasonierung: „In Rot zwei schräggekreuzte, gestürzte silberne Fährbäume oder Bootshaken, bewinkelt von vier silbernen Sternen.“ |
| Wappen von Stockstadt am Rhein | Wappenbegründung: Im Schild enthält dieses Bild schon das Gerichtssiegel aus dem späten 16. Jahrhundert mit Abdrucken von 1625 bis 1791. Bei den Geräten handelt es sich um sogenannte Fährbäume oder Bootshaken, die die alte Bedeutung der Rheinschifffahrt für den Ort versinnbildlichen sollen. Im neueren Schrifttum wurden sie irrigerweise auch als Gabeln erklärt. Die Sterne sind als Ortszeichen anzusprechen. Bei der Verleihung des Siegelbilds als Wappen wählte man die Farbgebung, die Wilhelm Diehl vorgeschlagen hatte; sie bezieht sich mit Silber und Rot sowohl auf die einstigen mainzischen Rechte im Ort als auch auf die seit 1579 bestehende ausschließliche Landeshoheit der Landgrafen von Hessen-Darmstadt. Die Gestaltung des Wappens lag in den Händen des Heraldikers Georg Massoth. |

### Städtepartnerschaften
Italien Seit 1990 besteht eine Städtepartnerschaft zur Gemeinde Villa Lagarina im Trentino.

## Kultur

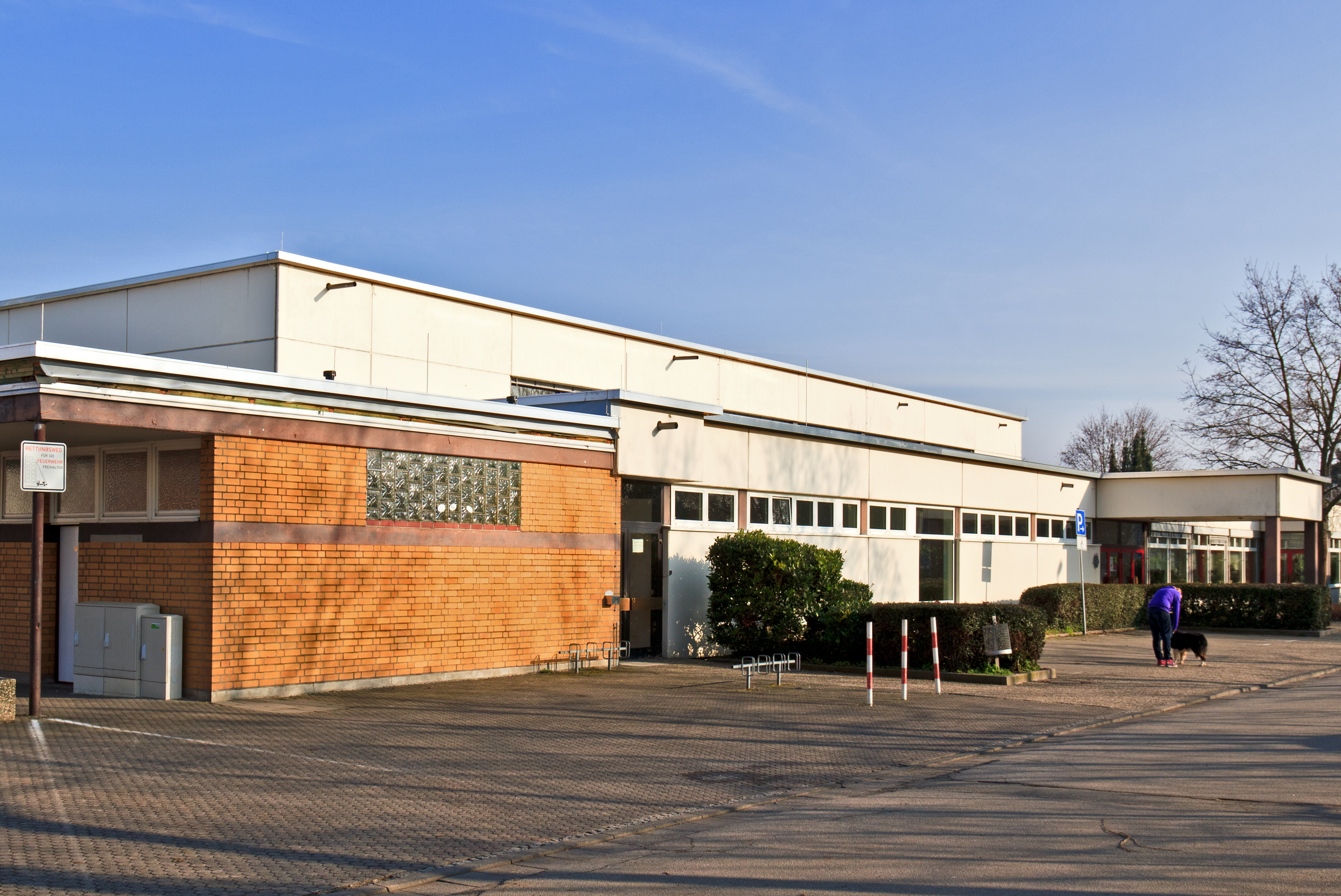
Altrheinhalle

Stockstadt bietet mit der Altrheinhalle einen Ort der kulturellen Veranstaltungen an. Die folgenden zwei Veranstaltungen sind überregional bekannt und haben sich zu einem Publikumsmagneten für die Gemeinde entwickelt.

### Stockstädter Musiktage
Die Stockstädter Musiktage, auch bekannt als Stockstädter Blockflötenfesttage oder Tage der Alten Musik, bieten ein Konzertprogramm in Verbindung mit einer Ausstellung historischer Instrumente und fanden bis 2019 in Stockstadt statt. In der Vergangenheit waren etwa das Flanders Recorder Quartet, das Quadriga Consort oder Red Priest zu Gast. Die Stockstädter Musiktage sind als Verkaufsmesse konzipiert, daher können die ausgestellten Instrumente wie Bass-Chalumeau, Okarina, Nasenflöte, Barockfagott, Cembalo, Truhenorgel, Krummhorn, Pommer, Gemshorn, Panflöte allesamt probegespielt werden.

### Buchmesse im Ried
Die Buchmesse im Ried findet jeweils im März statt. Es werden keine Eintrittspreise erhoben. Neben Ständen von Buchhandlungen und Verlagen gibt es ein Rahmenprogramm mit Lesungen und Vorträgen. Im Rahmen der Buchmesse wird seit 1997 der Stockstädter Literaturpreis verliehen. Zu den bekanntesten Preisträgern gehören Ralf Schwob und Maike Wetzel.

### Der Kreis rollt
2016 hat Stockstadt an der alle 2 Jahre stattfindenden Aktion „Der Kreis rollt“ teilgenommen. Viele Vereine und Institutionen beteiligten sich mit Ständen und Ausstellungen.

## Wirtschaft und Infrastruktur

### Flächennutzung
Das Gemeindegebiet umfasst eine Gesamtfläche von 1873 Hektar, davon entfallen in ha auf:
| Nutzungsart             | Nutzungsart             | 2011 | 2015 |
| ----------------------- | ----------------------- | ---- | ---- |
| Gebäude- und Freifläche | Gebäude- und Freifläche | 172  | 176  |
| davon                   | Wohnen                  | 94   | 94   |
|                         | Gewerbe                 | 37   | 40   |
| Betriebsfläche          | Betriebsfläche          | 13   | 13   |
| davon                   | Abbauland               | 5    | 5    |
| Erholungsfläche         | Erholungsfläche         | 21   | 22   |
| davon                   | Grünanlage              | 8    | 9    |
| Verkehrsfläche          | Verkehrsfläche          | 88   | 89   |
| Landwirtschaftsfläche   | Landwirtschaftsfläche   | 967  | 967  |
| davon                   | Moor                    | 0    | 0    |
|                         | Heide                   | 0    | 0    |
| Waldfläche              | Waldfläche              | 374  | 374  |
| Wasserfläche            | Wasserfläche            | 150  | 150  |
| Sonstige Nutzung        | Sonstige Nutzung        | 85   | 82   |

### Verkehr

#### Straße
Stockstadt liegt an der Bundesstraße 44 (Frankfurt am Main–Ludwigshafen am Rhein). Zur Bundesautobahn 67 (Rüsselsheim–Viernheim) an der Anschlussstelle Pfungstadt-West sind es ca. 9 km. Nach Darmstadt besteht eine Busverbindung.

#### Schiene
Die Gemeinde hat einen Haltepunkt an der Bahnstrecke Mannheim–Frankfurt am Main („Riedbahn“). Hier halten Regional-Express-Züge der Linie RE 70.
| Linie | Verlauf | Takt   |
| ----- | --- | ------ |
| RE 70 | Main-Neckar-Ried-Express: Frankfurt (Main) Hbf – Frankfurt-Niederrad – (Frankfurt am Main Stadion – Zeppelinheim –)* Walldorf (Hessen) – Mörfelden – Groß Gerau-Dornberg – (Groß Gerau-Dornheim – Riedstadt-Wolfskehlen –)* Riedstadt-Goddelau – Stockstadt (Rhein) – Biebesheim – Gernsheim – Groß-Rohrheim – Biblis – (Bobstadt –)* Bürstadt – Lampertheim – Mannheim-Waldhof – (Mannheim-Luzenberg – Mannheim-Neckarstadt – Mannheim-Handelshafen –)* Mannheim Hbf * nur einzelne Züge Stand: Fahrplanwechsel Dezember 2021 | 60 min |

Das Empfangsgebäude ist ein Typenbau von 1898/99 aus Backstein. Das Hauptgebäude hat zwei Vollgeschosse auf L-förmigem Grundriss. Der gleisparallele Flügel weist auf der Gleisseite einen Mittelrisalit auf, der von einem Giebel bekrönt ist. Im Norden schließt ein Güterschuppen an. Das Empfangsgebäude ist ein Kulturdenkmal aufgrund des Hessischen Denkmalschutzgesetzes.

### Bildung
- Insel-Kühkopf-Schule (Grundschule) Stockstadt
- Kita am Mühlbach
- Evangelische Kindertagesstätte Arche Noah